# Il mistero Von Bulow
(Sunny von Bulow / Glenn Close)
Il mistero Von Bulow (Reversal of Fortune) è un film drammatico del 1990 diretto da Barbet Schroeder e interpretato da Glenn Close e Jeremy Irons.
La pellicola è un adattamento cinematografico di Nicholas Kazan dell'omonima opera autobiografica di Alan Dershowitz, che appare anche in un piccolo cameo nel film. La pellicola vinse il Premio Oscar nel 1991 per il miglior attore protagonista e fu candidato per la miglior regia e la miglior sceneggiatura non originale.

## Trama
Claus von Bülow è accusato di aver provocato, il 21 dicembre 1980, il coma irreversibile della sua ricca moglie Martha "Sunny" von Bülow mediante un'iniezione d'insulina. Già un anno prima, nel dicembre del 1979, la von Bülow era rimasta in coma ma, grazie al pronto intervento del medico di famiglia e all'immediato ricovero al Peter Bent Brigham Hospital di Boston, si era risvegliata.
Le sorti del processo d'accusa contro l'accusato di tentato uxoricidio, condannato in primo grado da un Tribunale del Rhode Island a 30 anni di carcere per tentato omicidio, volgono al meglio quando costui affida la sua difesa a un professore in legge di Harvard, Alan Dershowitz. Questi, con l'aiuto dei suoi studenti, propone ricorso sulla base di nuove prove utili a porre forti dubbi sulla colpevolezza dell'uomo e, ottenuto un nuovo giudizio d'appello, presiederà alla strategia difensiva che porterà a ribaltare il verdetto di primo grado con la completa assoluzione di Claus von Bülow.

## Produzione
Le riprese vennero effettuate principalmente a Old Westbury.

## Distribuzione
Il film fu distribuito nelle sale statunitensi il 19 ottobre 1990, dopo una prima tenutasi a Los Angeles il precedente 17 ottobre.

## Accoglienza
Il film guadagnò complessivamente poco più di 15 milioni di dollari al botteghino.

### Critica
(Lietta Tornabuoni, La Stampa)

## Riconoscimenti
- 1991 - Premio Oscar[1]
  - Miglior attore protagonista a Jeremy Irons
  - Nomination Migliore regia a Barbet Schroeder
  - Nomination Migliore sceneggiatura non originale a Nicholas Kazan
- 1991 - Golden Globe
  - Miglior attore in un film drammatico a Jeremy Irons
  - Nomination Miglior film drammatico
  - Nomination Migliore regia a Barbet Schroeder
  - Nomination Migliore sceneggiatura a Nicholas Kazan
- 1991 - Kansas City Film Critics Circle Award
  - Miglior attore protagonista a Jeremy Irons
- 1991 - Boston Society of Film Critics Award
  - Miglior attore protagonista a Jeremy Irons
  - Migliore sceneggiatura a Nicholas Kazan
- 1991 - Chicago Film Critics Association Award
  - Miglior attore protagonista a Jeremy Irons
- 1991 - David di Donatello
  - Miglior attore straniero a Jeremy Irons
- 1991 - Writers Guild of America
  - Nomination Migliore sceneggiatura non originale a Nicholas Kazan
- 1991 - Los Angeles Film Critics Association Award
  - Miglior attore protagonista a Jeremy Irons
  - Migliore sceneggiatura a Nicholas Kazan
- 1991 - National Board of Review Award
  - Migliori dieci film